# Ehrenfriedhof (Wilhelmshaven)

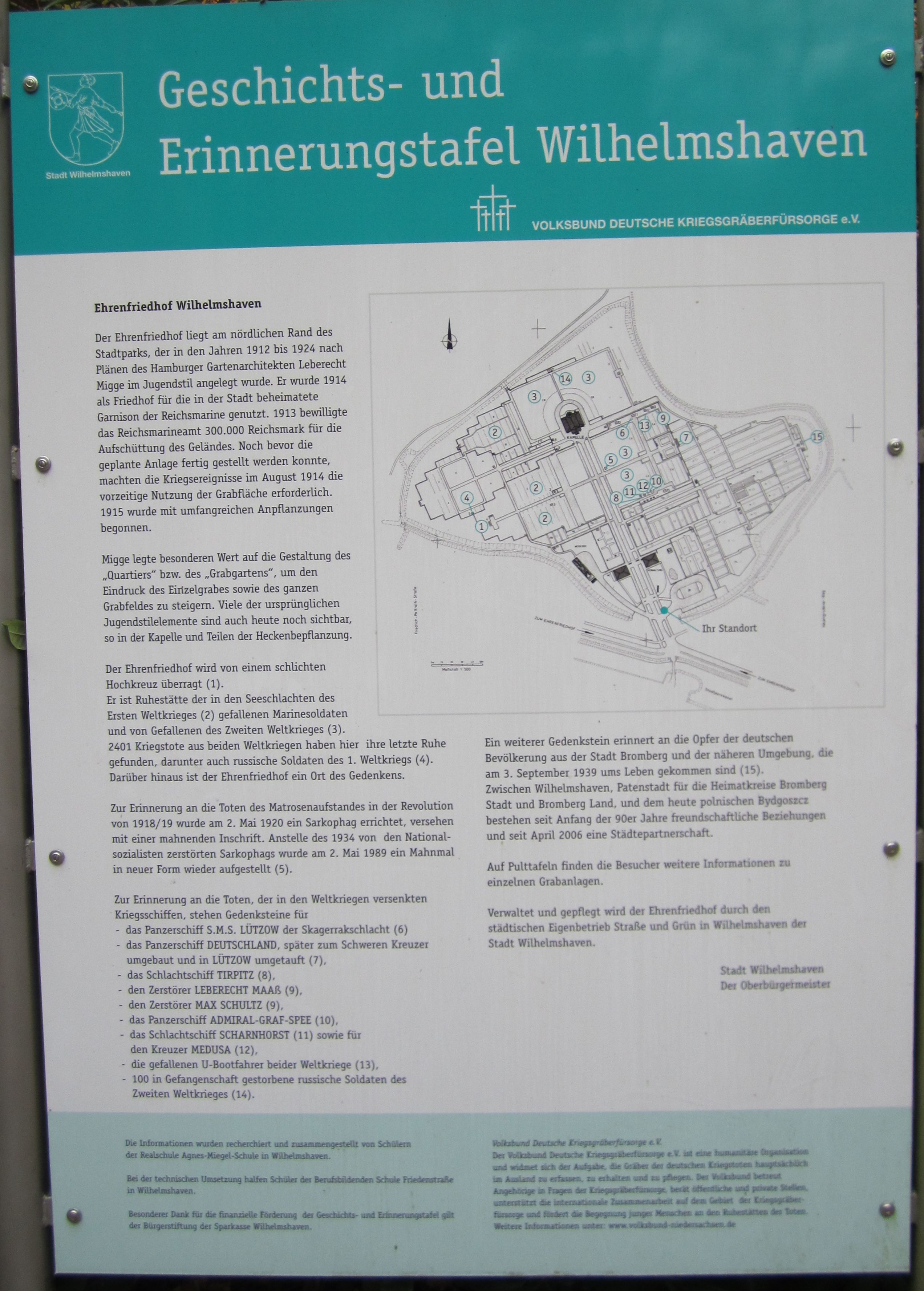
Geschichts- und Erinnerungstafel vor dem Haupteingang

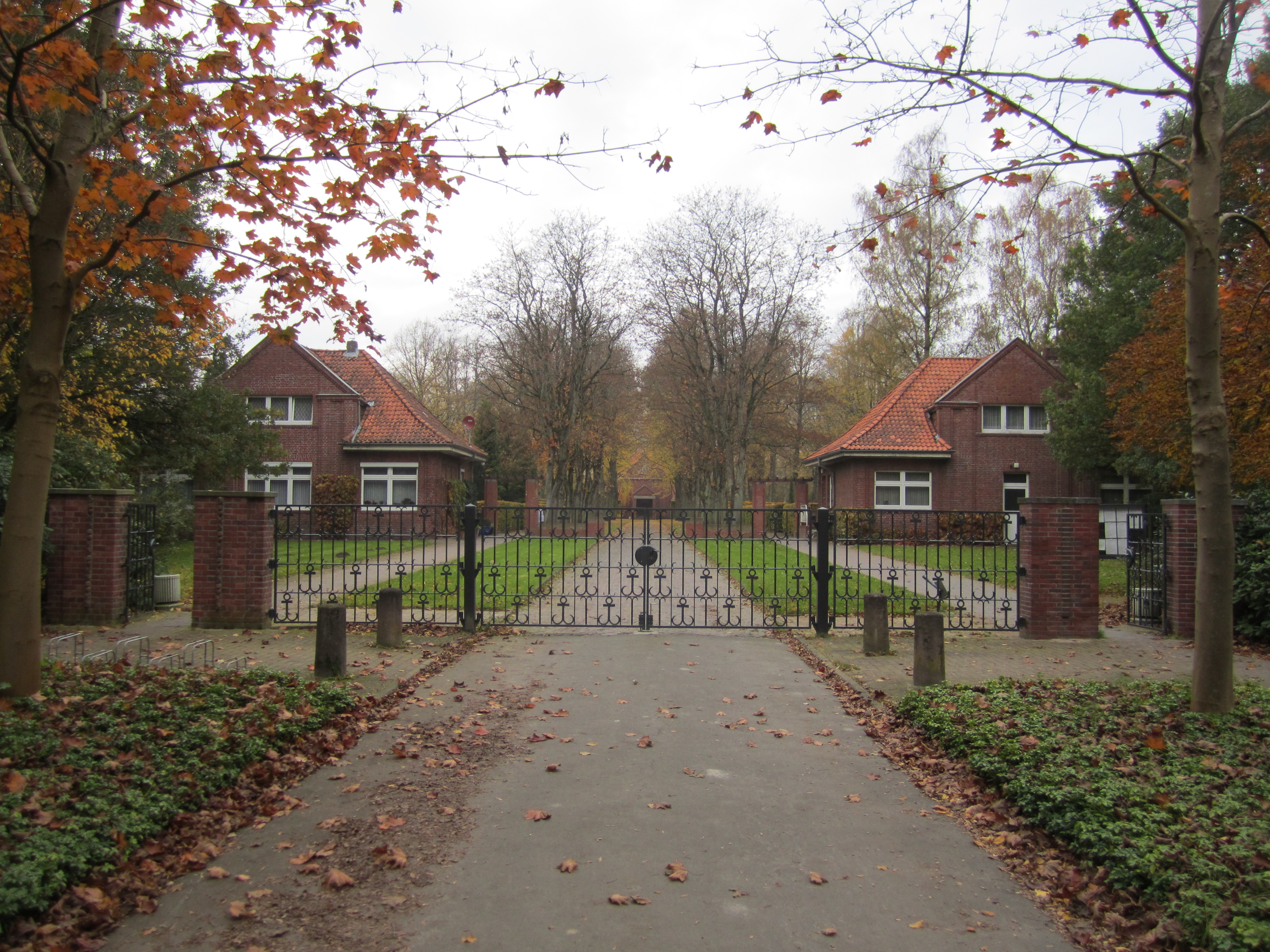
Haupteingang

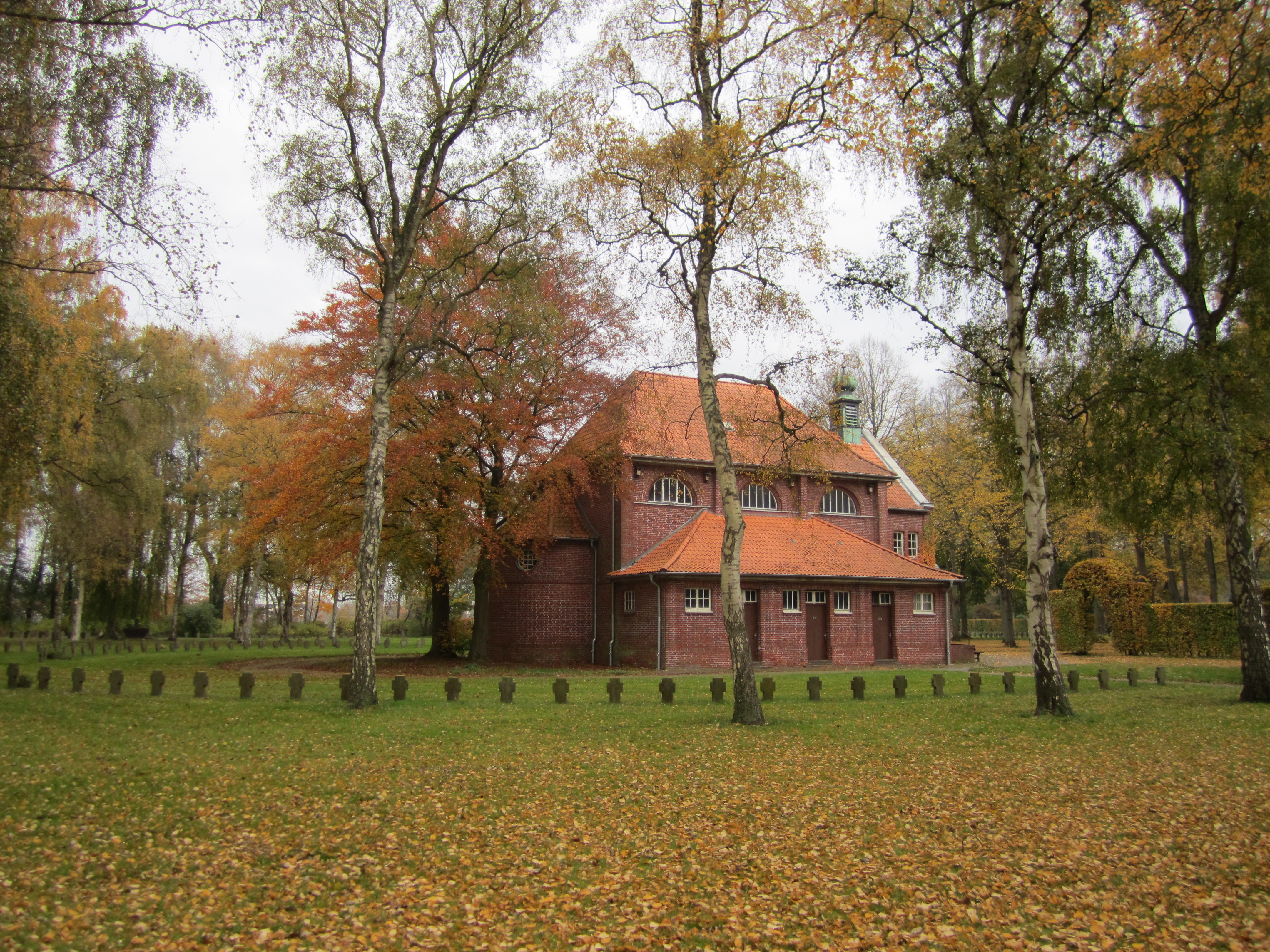
Kapelle

Der Ehrenfriedhof in Wilhelmshaven liegt am Rande des Rüstringer Stadtparks und wurde in den Jahren 1912 bis 1914 als Begräbnisstätte der Marinegarnison angelegt.
Der Ehrenfriedhof geht auf Planungen des Hamburger Gartenbauarchitekten Leberecht Migge zurück, der ihn zusammen mit dem Stadtpark konzipierte. Viele der im Ersten Weltkrieg gefallenen Marinesoldaten, insbesondere die der Skagerrakschlacht, wurden hier beerdigt. Auf dem Friedhof gibt es Mahn- und Ehrenmale zur Erinnerung an die Toten, die auf verschiedenen Kriegsschiffen ums Leben kamen: dem Schlachtkreuzer Lützow, den Panzerschiffen Deutschland und Admiral Graf Spee, den Schlachtschiffen Tirpitz und Scharnhorst, den Zerstörern Leberecht Maass und Max Schultz, dem Flakschiff Medusa sowie für die gefallenen U-Boot-Fahrer beider Weltkriege.
Des Weiteren befinden sich auf dem Friedhof auch zwei Grabstätten verstorbener sowjetischer Kriegsgefangener.
Der Ehrenfriedhof wurde inzwischen von der Stadt Wilhelmshaven als kommunaler Friedhof übernommen.

## Mahn- und Ehrenmale für Tote auf Kriegsschiffen

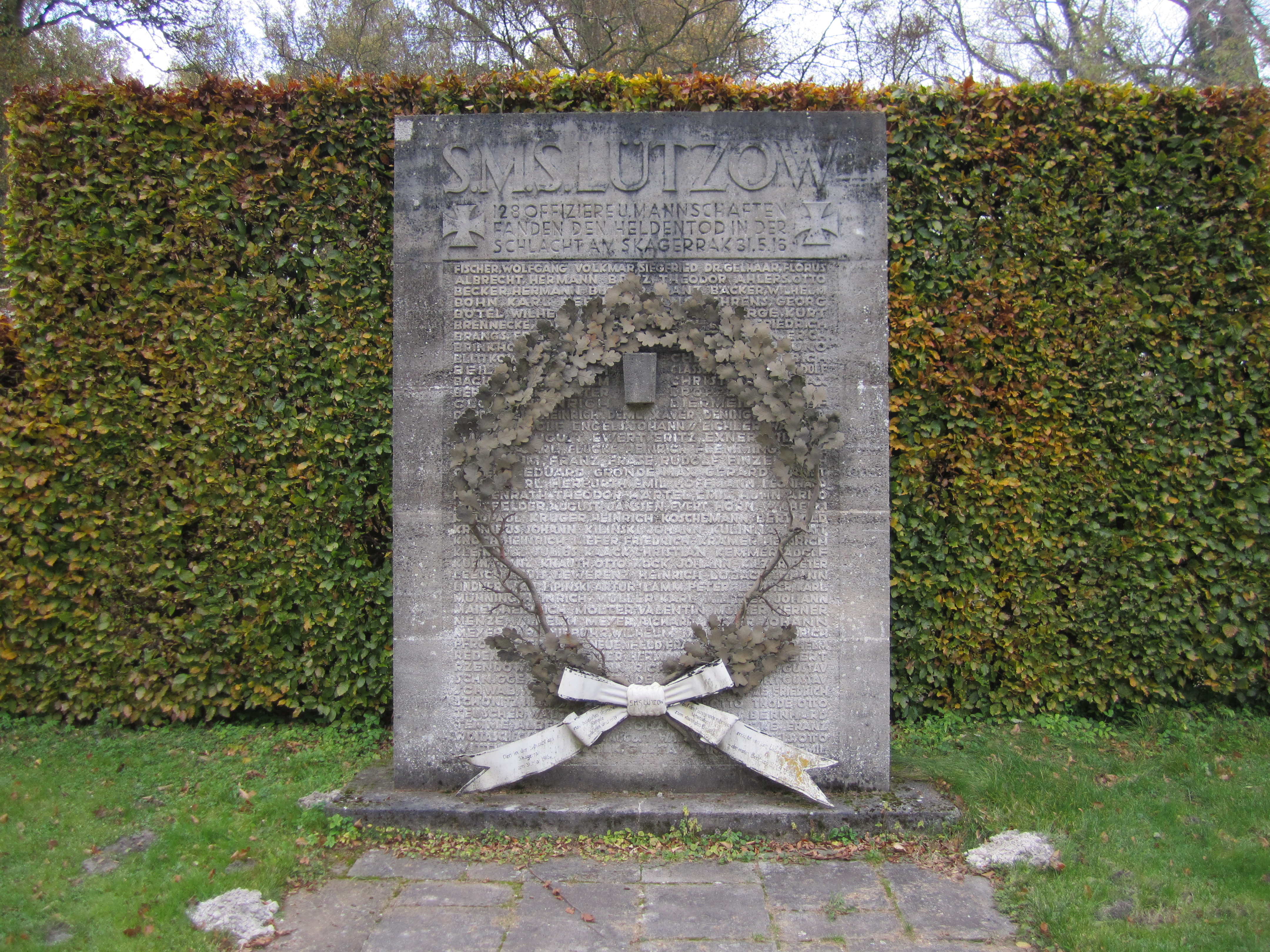
1916: Lützow
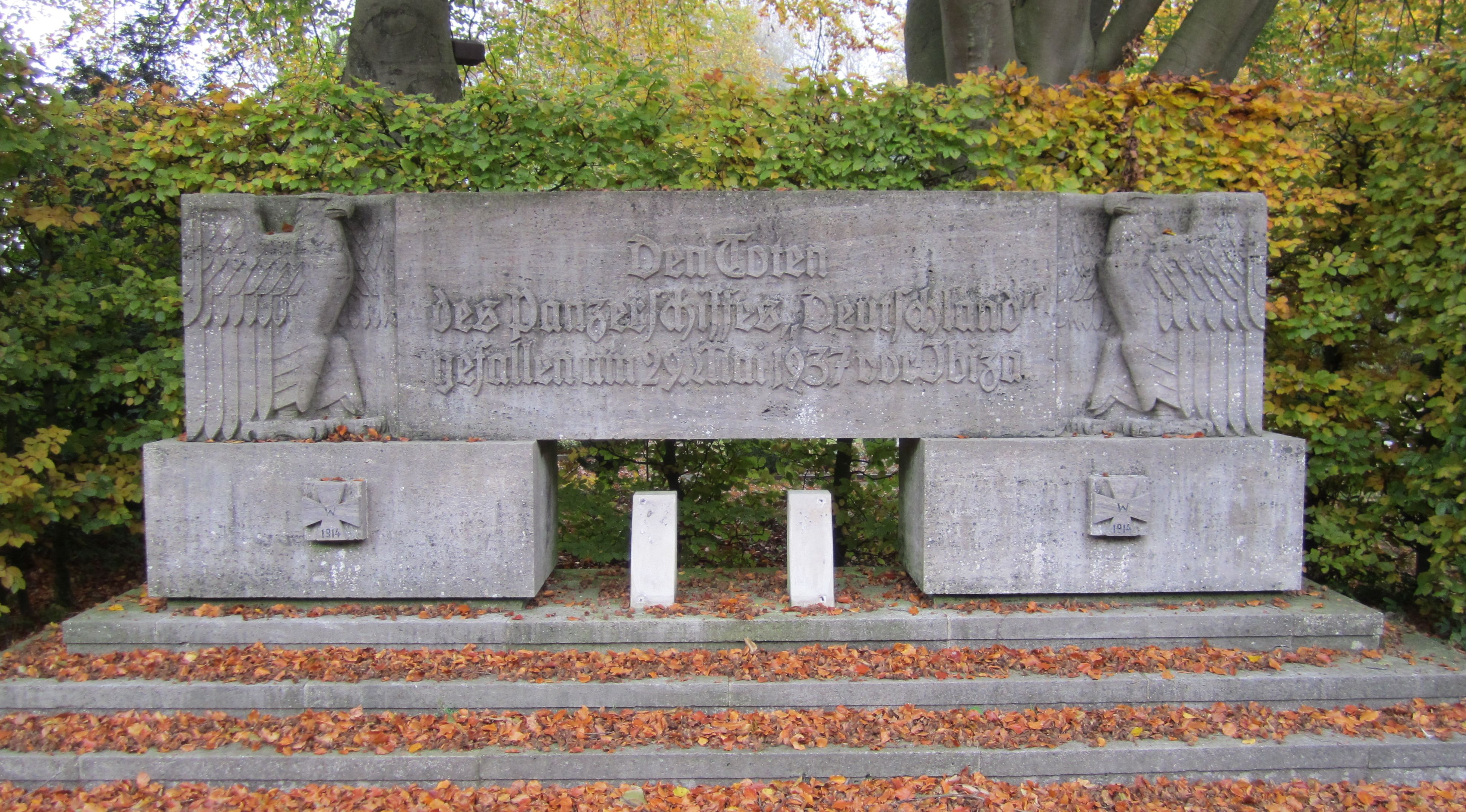
1937: Deutschland
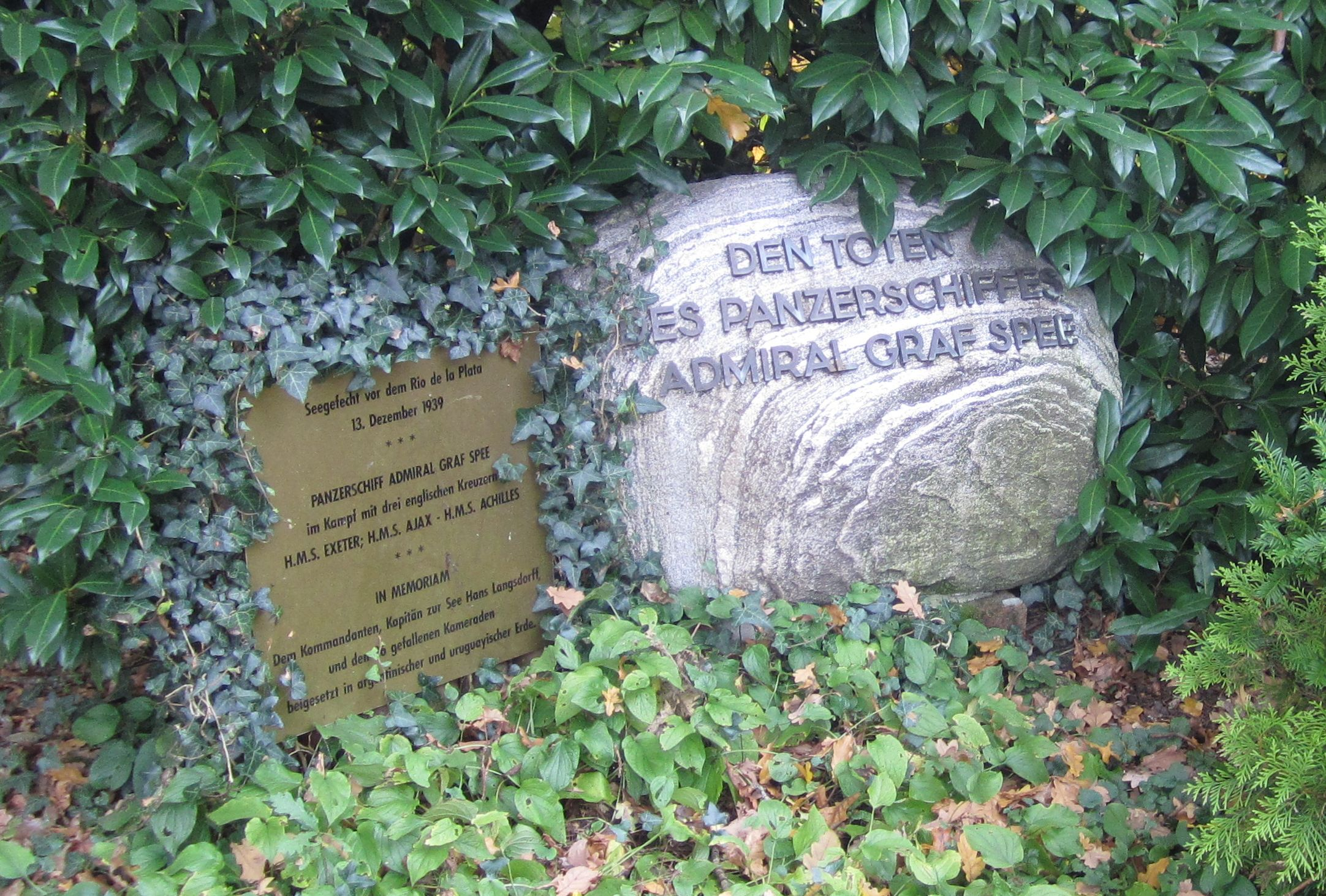
1939: Admiral Graf Spee
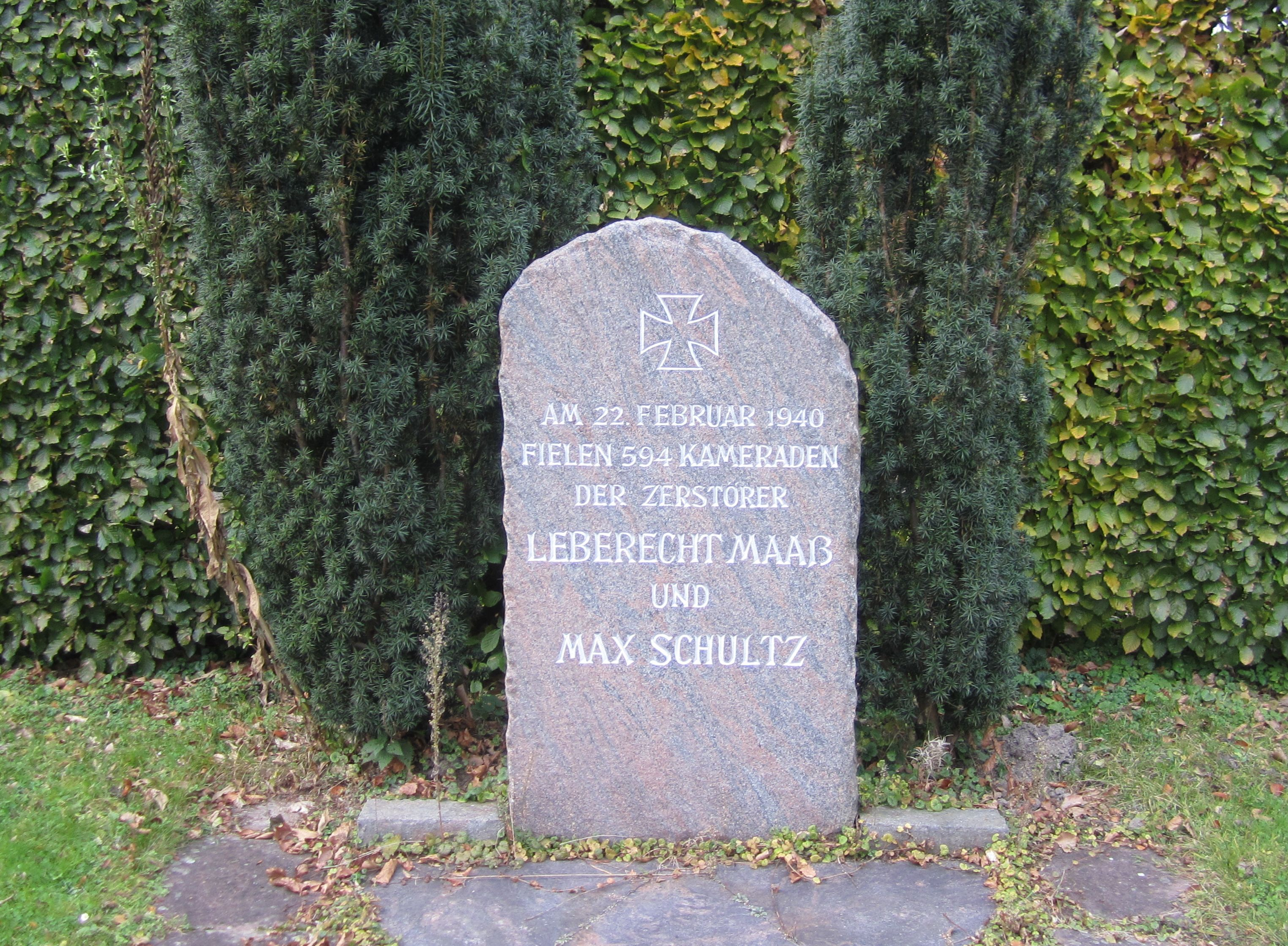
1940: Leberecht Maass und Max Schultz
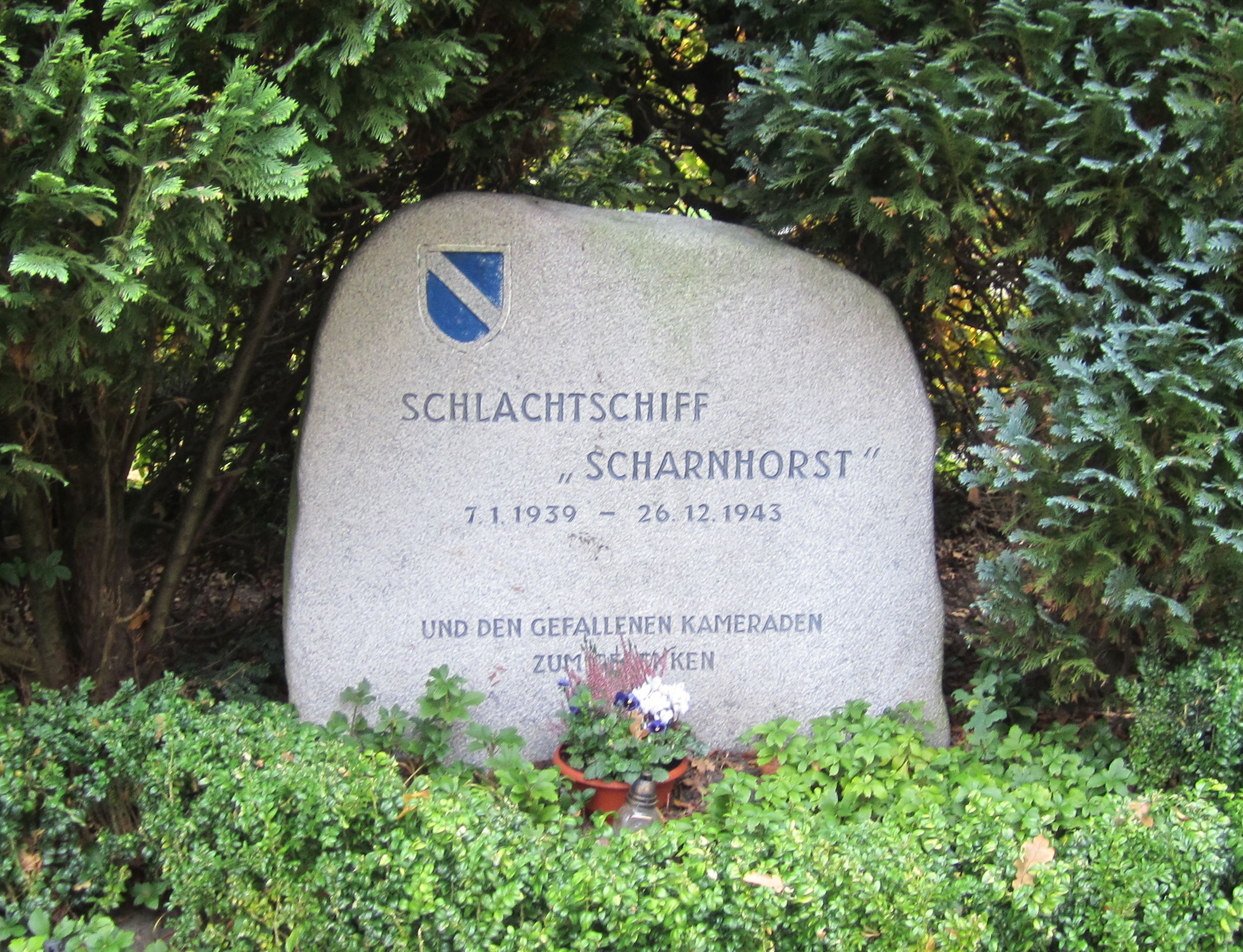
1943: Scharnhorst
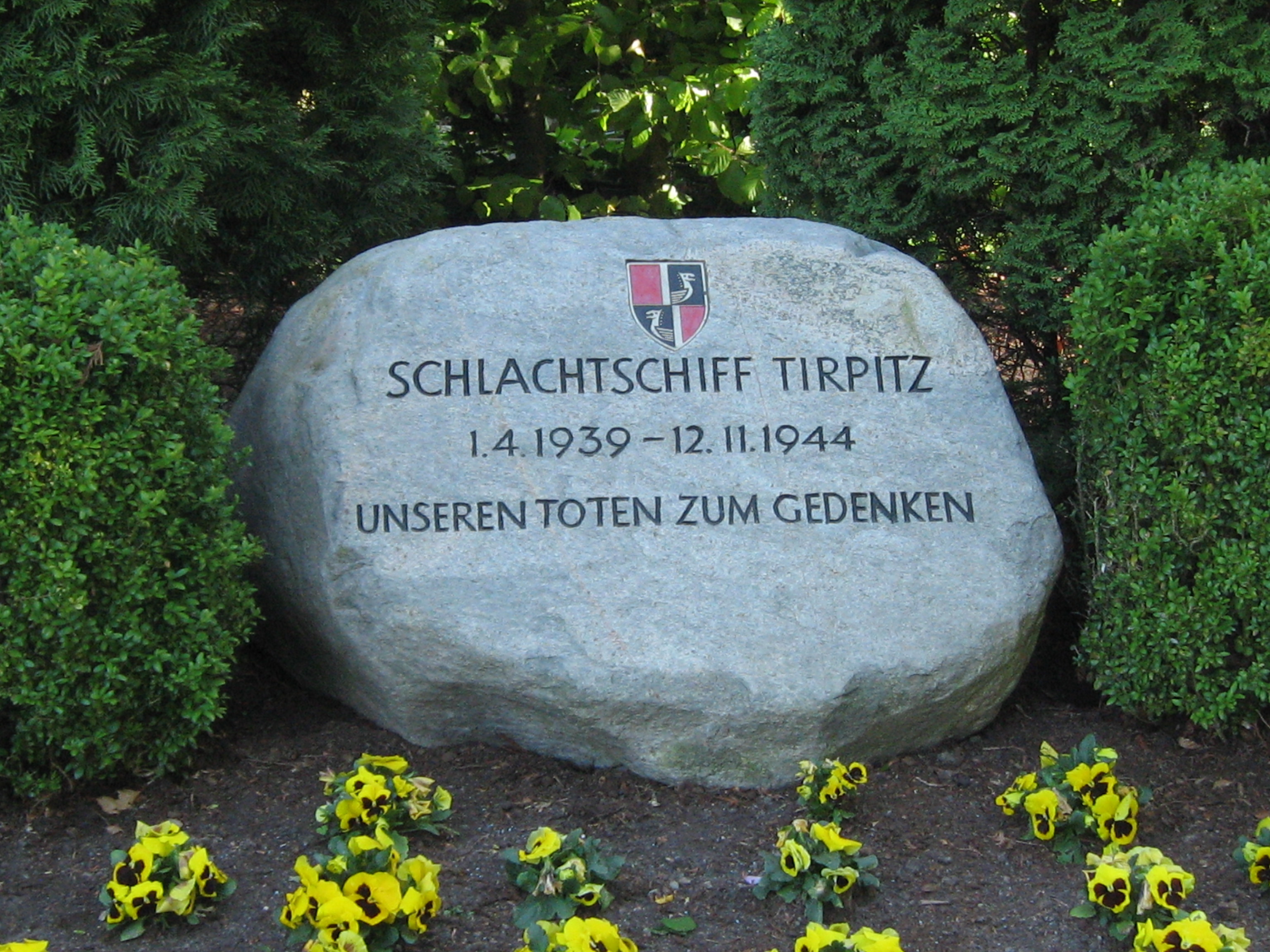
1944: Tirpitz
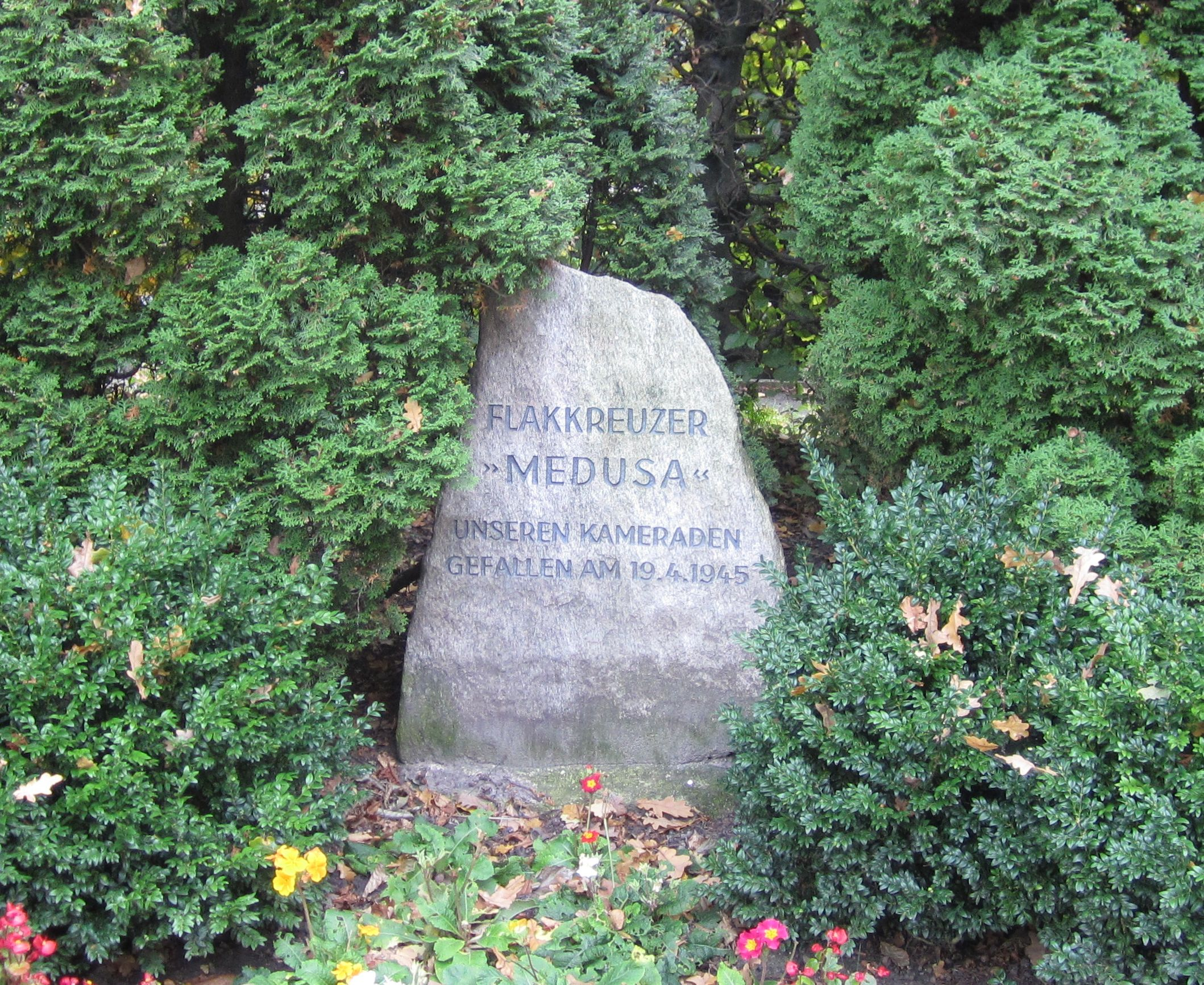
1945: Flakkreuzer Medusa
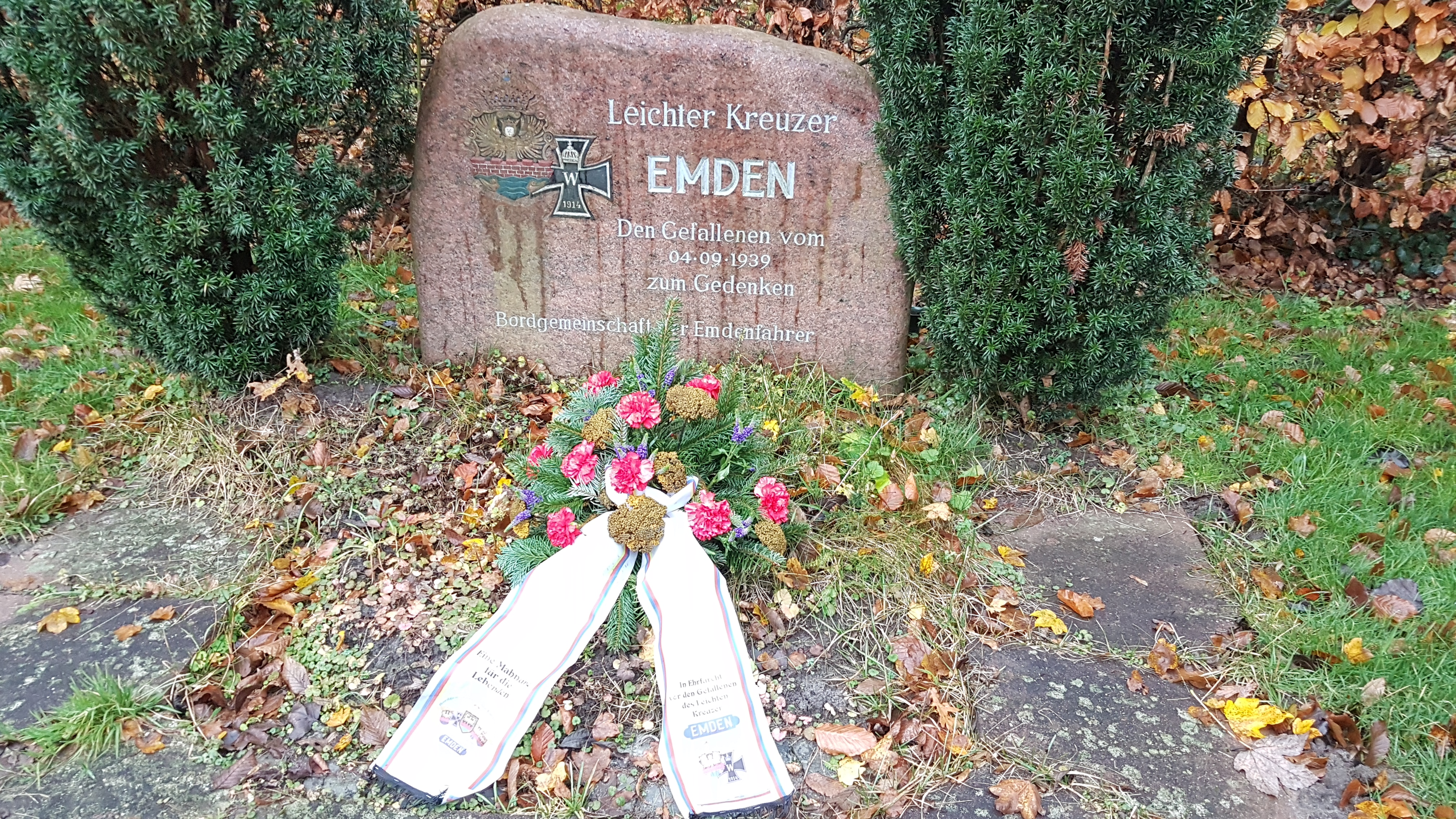
1939: Leichter Kreuzer Emden

## Gedenk- und Grabsteine einzelner Offiziere

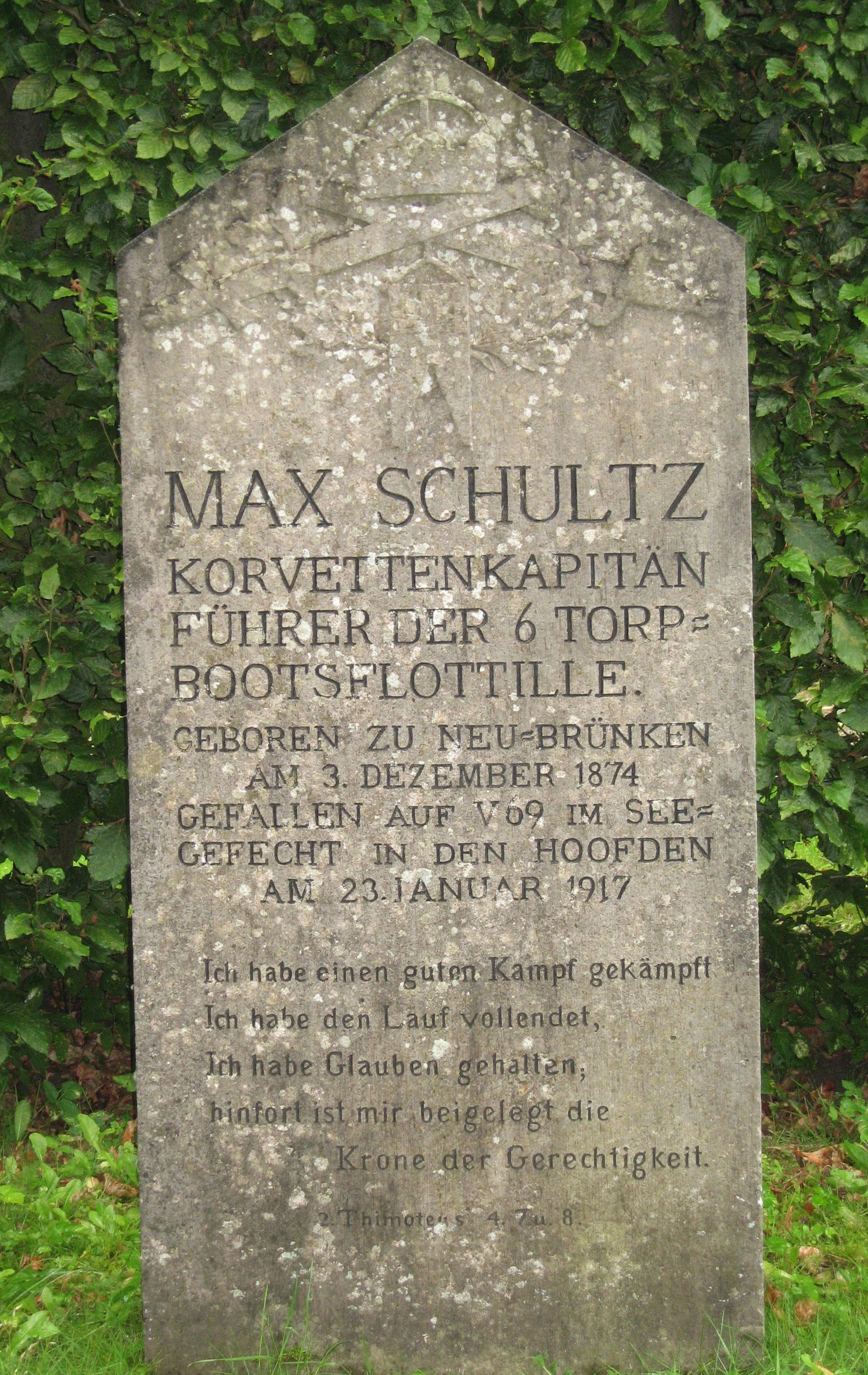
Max Schultz (1874–1917)
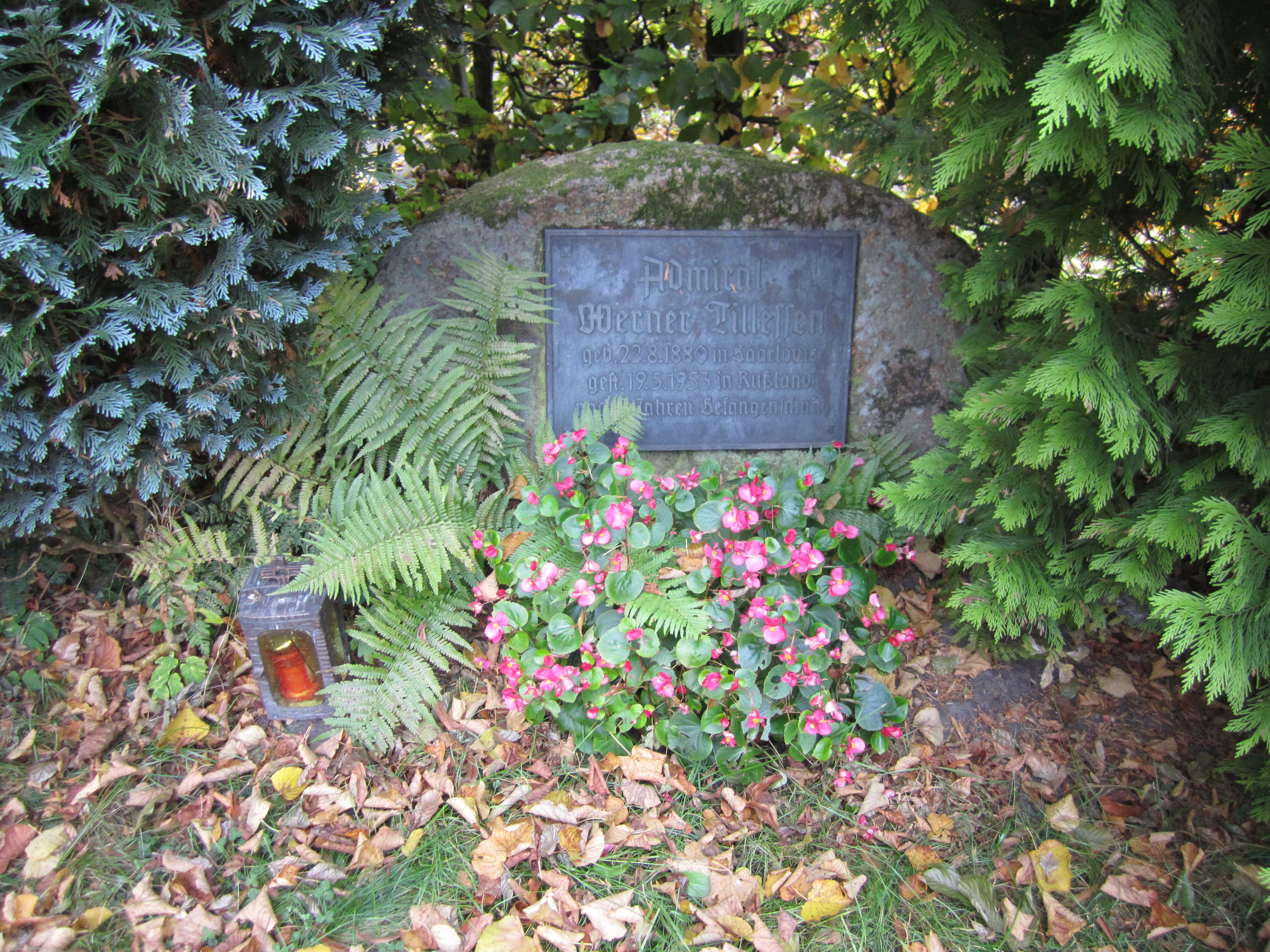
Werner Tillessen (1880–1953)